# Історія доменного виробництва у Великій Британії
Історія доменного виробництва у Великій Британії — складова частина історії чорної металургії Великої Британії. Бере початок від будівництва перших доменних печей приблизно 1490 року на півдні країни, у Сассексі, куди вони потрапили з Нормандії.
У 16 і 19 століттях Велика Британія посідала перше місце в світі за обсягами доменного виробництва. 1870 року виплавка чавуну у Великій Британії становила половину світового виробництва. Наприкінці 19 століття її випередили США. З 1904 р. Британія посідала третє місце — після США і Німеччини. З 1931 року її випередив також СРСР (переважно за рахунок заводів на території України).
2014 року Велика Британія за обсягами доменного виробництва посідала 12 місце в світі з виробництвом 9705 тис. т чавуну (в понад як 2,5 рази меншим, ніж в Україні).
Велика Британія відіграла значну роль у розвитку технології і техніки доменного виробництва, тут було зроблено багато важливих винаходів.

## Історія металургії заліза у Британії до появи доменного виробництва
Елементи культури виробництва заліза, що існували спочатку з бронзою, принесли на Британію у 800–700 роках до н. е. кельти, що переселилися сюди. Кельти добували залізо з руди сиродутним способом у сиродутних горнах. Тим самим способом добували залізо й англо-сакси, що прийшли на острів Британія у 5 столітті.

## Поява доменного виробництва
Перші доменні печі у Великій Британії з'явилися приблизно 1490 року на півдні країни, у Сассексі, куди доменне виробництво прийшло з Нормандії.

## 16 століття
В 16 столітті доменне виробництво у Британії досягло відносно великого розвитку, однак англійська металургія стикнулася з проблемою нестачі палива. Єдиним паливом для доменних печей слугувало деревне вугілля, на випал якого йшла велика кількість деревини, що призводило до вирубки лісів. Крім того, деревне вугілля витрачалося й на подальшу переробку чавуну на ковке залізо у кричних горнах. З ростом об'ємів виробництва металу, все більше вирубувалося лісів і виникло побоювання, що розвиток металургії призведе до винищення лісів. Вирубка лісів у Англії у 16 столітті досягла таких масштабів, що у 1558 році королева Єлизавета І спеціальним указом обмежила застосування деревного вугілля для потреб металургії. Лише декілька графств зберегли право користуватися деревним вугіллям для виробництва заліза, в решті місць це було найсуворіше заборонено.
Наприкінці 16 століття в Англії робилися спроби використання в металургії замість деревного вугілля нового виду палива — кам'яного вугілля. Однак, ці спроби не дали позитивних результатів.
В середині 16 століття в Англії відлито перші чавунні гармати.

## 17 століття
У 17 столітті через обмежені лісові ресурси Англія втратила лідерство у виробництві чавуну і на перше місце в світі за обсягами доменного виробництва вийшла багата лісами Швеція.
На початку 17 століття певних успіхів у використанні кам'яного вугілля замість деревного досяг англієць Дод Додлей, що почав експерименти 1619 року, які однак не були доведені ним до кінця і у другій половині 17 століття. Використання вугілля вимагало збільшення потужності повітродувних засобів. Крім того, використання кам'яного вугілля ускладнювалося тим, що воно містить значну кількість сірки, що є шкідливою домішкою і у доменній печі переходить у чавун, роблячи його непридатним для переробки на ковке залізо. Тому промисловці 17 століття вважали використання вугілля неможливим і використання його обмежилося лише власним успіхом Дода Додлея. Досягнення Додом Додлеєм певних результатів викликало боротьбу проти нього з боку інших промисловців.

## 18 століття
Через нестачу деревного вугілля виплавка чавуну в Англії 1740 року становила лише 17,3 тис. т, хоча незадовго до цього вона досягала 180 тис. т, а кількість доменних печей скоротилася на 75%.
У пошуках нового палива для доменної печі, на початку 18 століття англійський промисловець Абрахамом Дербі І вперше здійснив доменну плавку з використанням кам'яновугільного коксу. Відповідно до англійської історіографії, кокс було винайдено, ймовірно, броварами для сушки солоду. Дербі використав кокс лише як домішку до деревного вугілля, тобто замінив у доменній плавці лише частину деревного вугілля.
У вересні 1708 року в селі Колбрукдейлі, що у Шропширі, Дербі з компаньйонами взяв в оренду стару зупинену доменну піч, що стояла без роботи після того як на ній стався вибух і вона була частково зруйнована цим вибухом. Дербі підготував доменну піч до задувки і задув її 10 січня 1709 року. 1713 року було здійснено перше використання коксу.
Доменну плавку тільки на коксі, без домішки кам'яного або деревного вугілля, було проведено 1735 року сином Абрахама Дербі І — Абрахамом Дербі ІІ. Використання коксу стало вагомим кроком у розвитку доменного виробництва Великої Британії і світу. Британія мала великі запаси кам'яного вугілля, з якого виготовляють кокс, і дефіцит палива більше не міг гальмувати розвиток її доменного виробництва. Протягом 40 років маленьке село Колбрукдейл у Шропширі, де Дербі зробив своє відкриття, стало головним залізоробним регіоном, де знаходили роботу близько 500 осіб. Виплавка чавуну в Дербі зросла до небувалих тоді ні в кого обсягів — 1365 пудів (21,8 т) на тиждень.

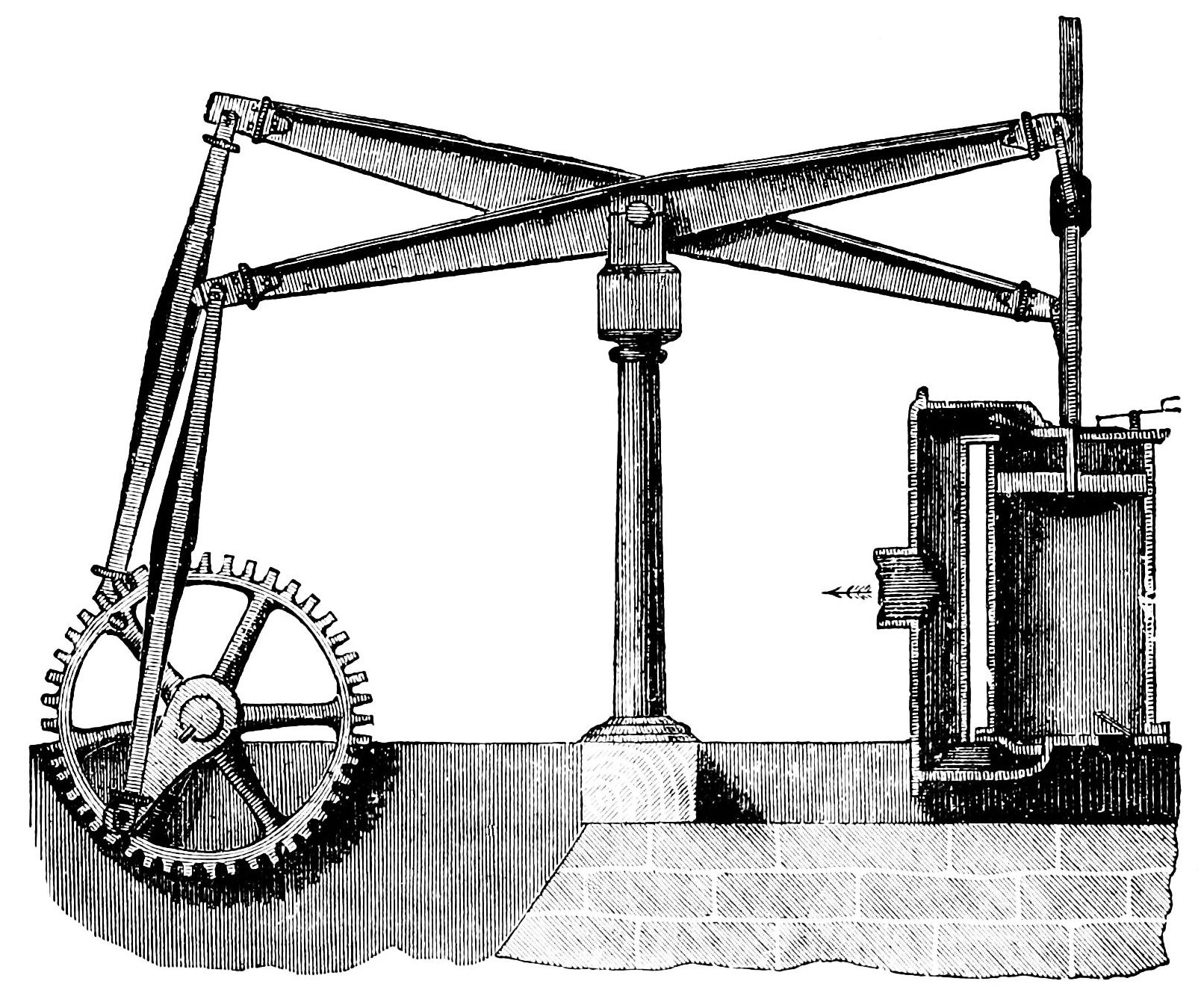
Циліндричні міхи — винахід, зроблений у Англії у 18 столітті.

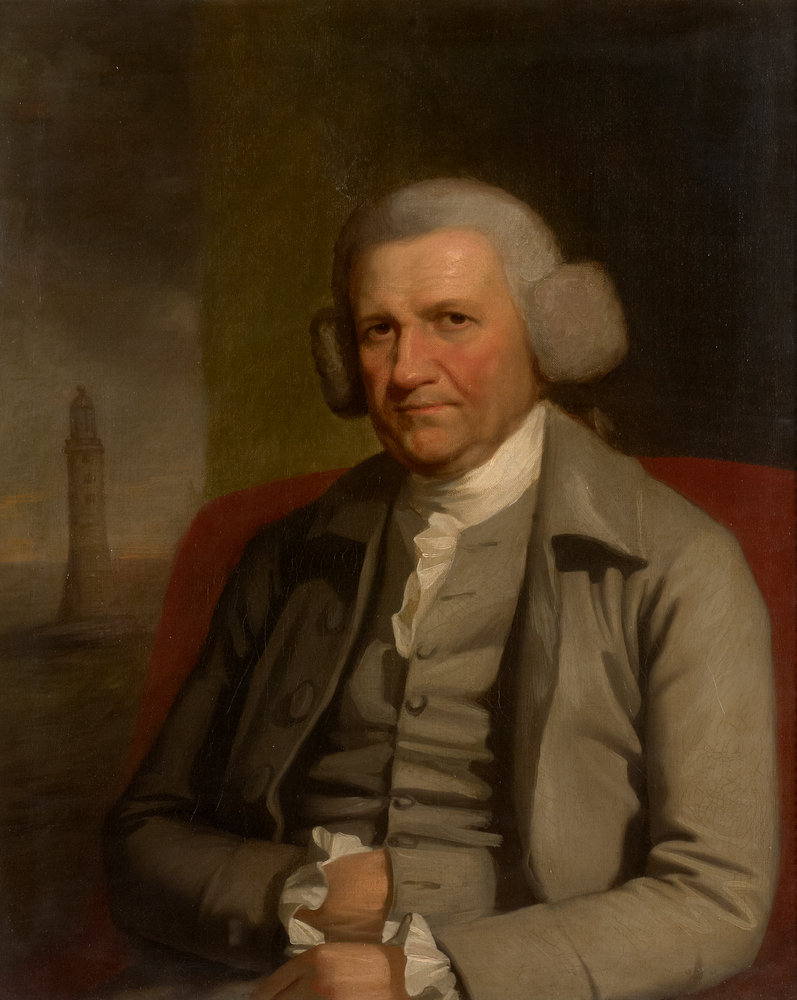
Джон Смітон — імовірний винахідник циліндричних міхів.

Однак, процес впровадження коксу у Англії йшов повільно і ще 1747 року завод у Колбрукдейлі був єдиним, де доменна плавка провадилася на коксі. Газопроникність стовпа плавильних матеріалів у доменних печах через заміну деревного вугілля коксом значно погіршилася, тому довелося посилити повітродувні засоби.
1760 року англійський інженер Джон Смітон на Карронському металургійному заводі у Шотландії вперше використав циліндричні міхи замість клиноподібних міхів для подачі дуття у доменну піч. Спочатку вони приводилися у дію як і клинові міхи за допомогою водяного колеса. У 1775–1776 роках замість водяних повітродувок почалося використання повітродувних машин шотландського винахідника  Джеймса Ватта, що приводилися у дію паровою машиною. Це значно посилило повітродувні засоби.
| 1700                                                                    | н. д. | н. д.        | 12000  |
| 1720                                                                    | н. д. | н. д.        | 17000  |
| 1740                                                                    | 59    | 294          | 17350  |
| 1750                                                                    | н. д. | н. д.        | 22000  |
| 1770                                                                    | н. д. | н. д.        | 32000  |
| 1788                                                                    | 77    | 909* (545**) | 68300  |
| 1796                                                                    | 121   | 1048         | 125079 |
| Примітки. * — на коксі, ** — на деревному вугіллі, н. д. — немає даних. |       |              |        |

Успіхи у розвитку технології і техніки доменного виробництва призвели до зростання виробництва чавуну у Великій Британії і згодом зробили її світовим лідером у виробництві заліза. 1780 року Британія випередила Швецію і посіла друге місце в світі після Росії, яку випередила вже на початку 19 століття.
Середньорічне виробництво доменних печей Англії 1796 року становило 1048 т, або, приймаючи 350 робочих днів на рік, 3 т на добу.

## 19 століття
1804 року Британія випередила Росію за обсягами виробництва чавуну і посіла перше місце в світі.
У 19 столітті у Великій Британії було зроблено кілька важливих винаходів у галузі доменного виробництва.
На початку 19 століття робилися спроби впровадити на доменних печах нагріте дуття. 1829 року на доменній печі заводу «Клайд» у Шотландії за проектом Джеймса Нілсона вперше було використано повітронагрівач для нагрівання дуття перед подачею його у доменну піч. Нагрівання дуття призвело до значної економії кам'яного вугілля, що використовувалося на доменній печі заводу. Після допрацювання конструкції повітронагрівачів температура дуття на цьому заводі буда доведена до 316 С. Велика ефективність нагрівання дуття призвела до розповсюдження його в інших країнах Європи. У повітронагрівачах системи Нілсона повітря нагрівалося, проходячи по чавунних трубах у паливні, через яку пропускали продукти горіння вугілля або доменного газу. ККД таких повітронагрівачів був доволі низький, а нагрів дуття обмежувався 300–400 С. 1857 року англійський винахідник Едвард Каупер винайшов повітронагрівач регенеративного типу. Такі повітронагрівачі дозволяли нагрівати дуття до 800–900 С.

Деякі винахідники і дослідники доменного виробництва Великої Британії у 19 столітті.
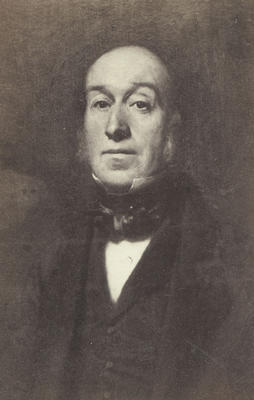
Джеймс Бомон Нілсон.
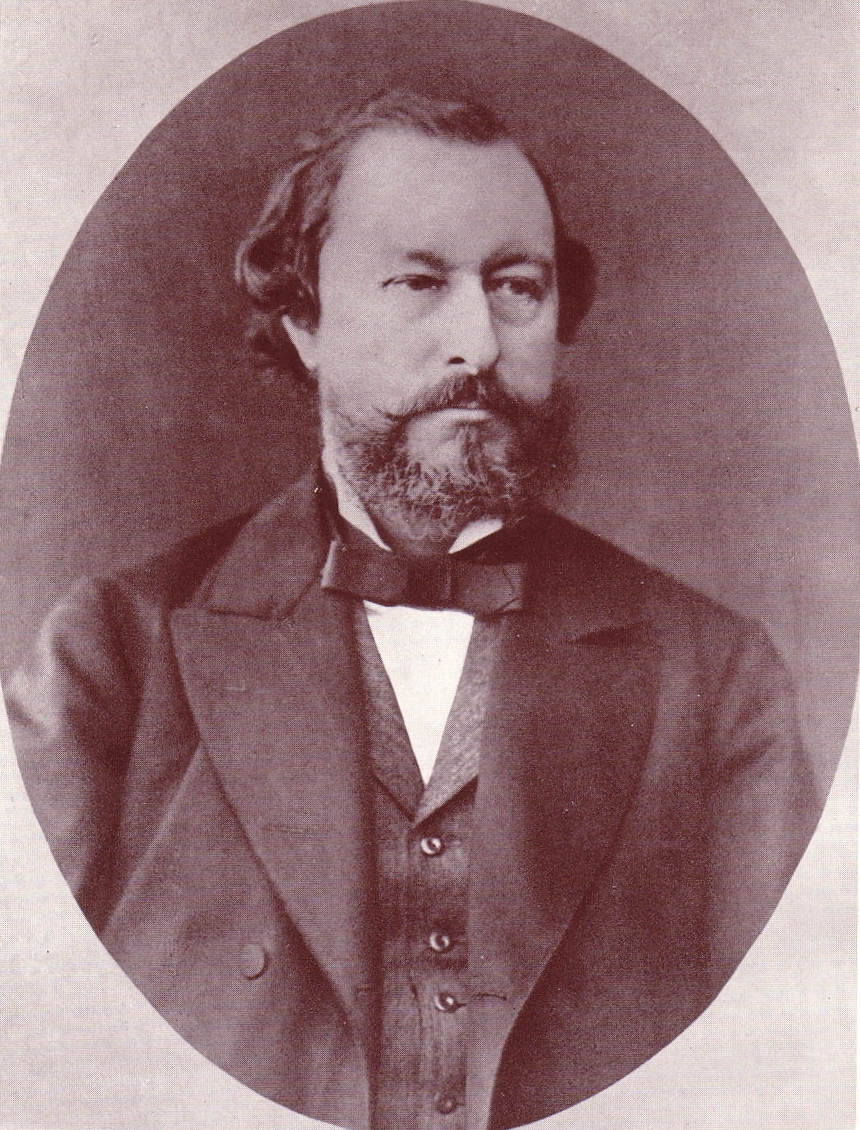
Едвард Альфред Каупер.
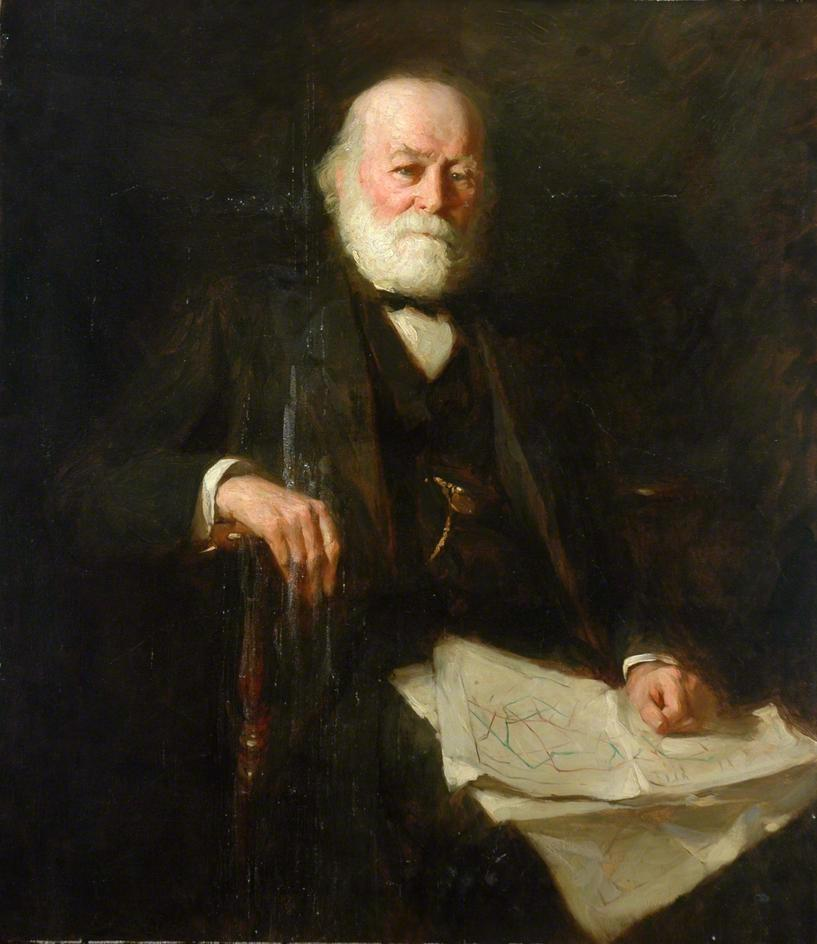
Ісаак Лотіан Белл.

За період з 1839 року по 1859 рік кількість доменних печей у Великій Британії зросла з 378 до 628, а річне виробництво чавуну зросло з 1347,9 тис. т до 3659,4 тис. т.
1850 року Джордж Паррі винайшов засипний апарат типу «чаша-конус», що вперше був використаний на Еббу-Вейлському металургійному заводі в Уельсі та використовується на багатьох доменних печах світу і у 21 столітті.

Деякі важливі винаходи, зроблені у Великій Британії у 19 столітті.
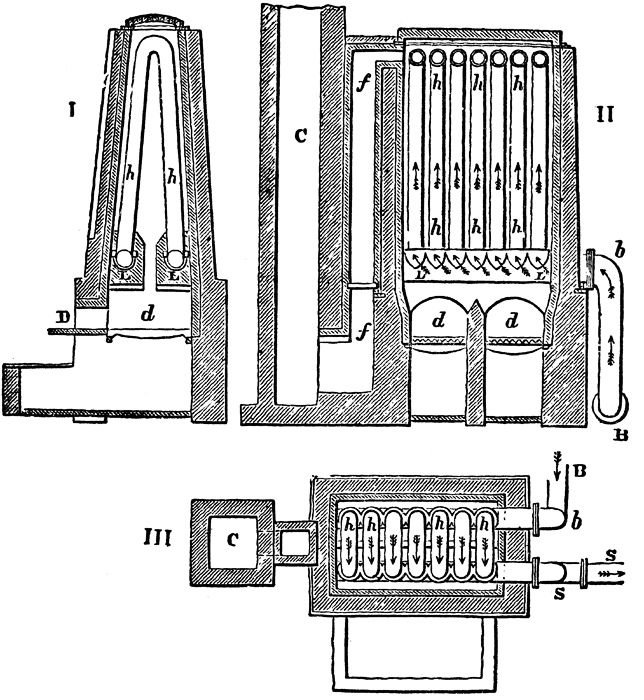
Повітронагрівач Дж. Нілсона.
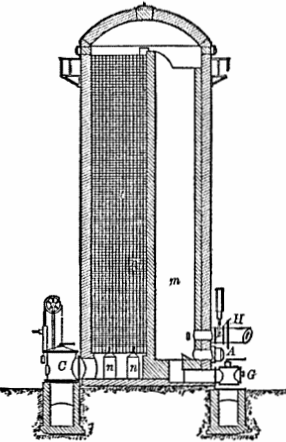
Повітронагрівач Е. Каупера.
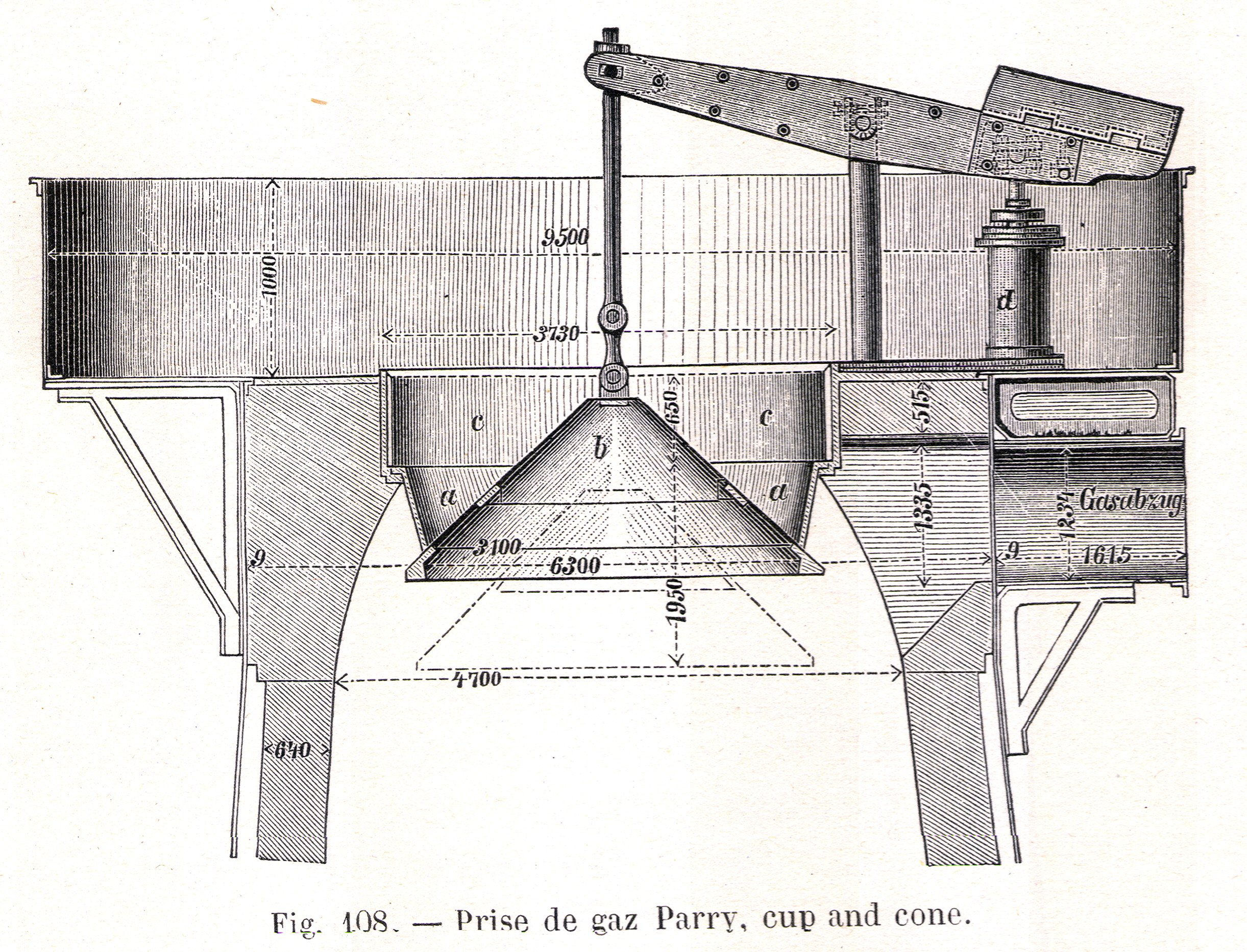
Засипний апарат системи Паррі.

Велике значення для створення теорії доменного процесу мали дослідження, проведенні англійським металургом І. Беллом на його власному залізоробному заводі у Клівленді (Англія). 1869 року він опублікував розрахунок теплового балансу доменної плавки, в якому були усунені помилки розрахунків А. де Ватера, що першим зробив такий розрахунок.
| Рік                 | 1800 | 1820 | 1839   | 1850 | 1860 | 1870 | 1880 | 1890 | 1900 |
| ------------------- | ---- | ---- | ------ | ---- | ---- | ---- | ---- | ---- | ---- |
| Виробництво, тис. т | 156  | 406  | 1347,9 | 2286 | 3952 | 6050 | 7873 | 8031 | 9103 |

У 1880-х роках доменне виробництво Великої Британії поступилося першим місцем США за рівнем розвитку техніки і обсягами виробництва.

## 20 століття
1906 року Англію випередила за виплавкою чавуну Німеччина.
З 1931 року Англію випередив СРСР (переважно за рахунок виробництва чавуну на заводах України).

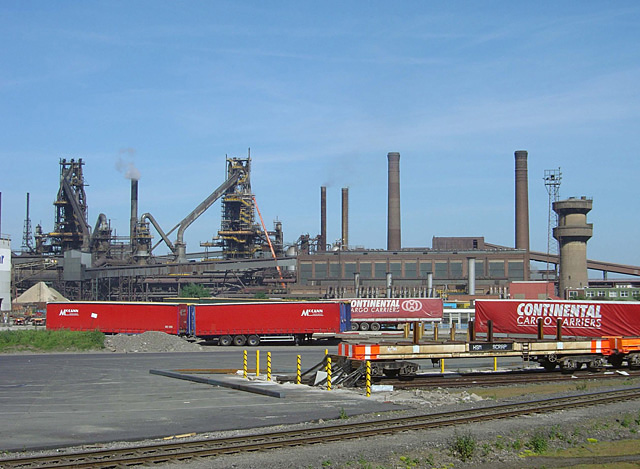
Доменні печі на металургійному заводі міста Сканторп, Англія

У першій половині 20 століття доменне виробництво Британії майже не розширювалося і не модернізувалося. Кількість чавуну, що виплавлялася тут у середині 20 століття, не на багато відрізнялася від кількості виробництва, досягнутої на початку 20 століття. Після Другої світової війни почалася модернізація доменного виробництва. Було побудовано низку сучасних для свого часу доменних печей об'ємом понад 1000 м, реконструйовано низку старих. 1956 року задуто піч об'ємом 1765 м з проектною продуктивністю 1525 т на добу. В той же час було виведено з експлуатації значну кількість старих доменних печей. Кількість доменних печей у Великій Британії скоротилася з 394 у 1929 році до 137 у 1953 році.
До середини 20 століття запаси залізної руди у Великій Британії були значною мірою виснажені, а руда була бідною. Імпорт багатої руди становив у шихті близько 50%.
| Рік                 | 1913  | 1929 | 1937 | 1950 | 1956  | 1960  | 1980 | 1985  | 1990  | 1995  | 2000  |
| ------------------- | ----- | ---- | ---- | ---- | ----- | ----- | ---- | ----- | ----- | ----- | ----- |
| Виробництво, тис. т | 10425 | 7711 | 8629 | 9787 | 13382 | 16016 | 6264 | 10381 | 12319 | 12830 | 10890 |

## 21 століття
| Рік                 | 2001 | 2005  | 2008  | 2009 | 2010 | 2011 | 2012 | 2013 | 2014 |
| ------------------- | ---- | ----- | ----- | ---- | ---- | ---- | ---- | ---- | ---- |
| Виробництво, тис. т | 9870 | 10189 | 10137 | 7671 | 7233 | 6625 | 7183 | 9471 |      |

## Доменні печі Британії у живопису

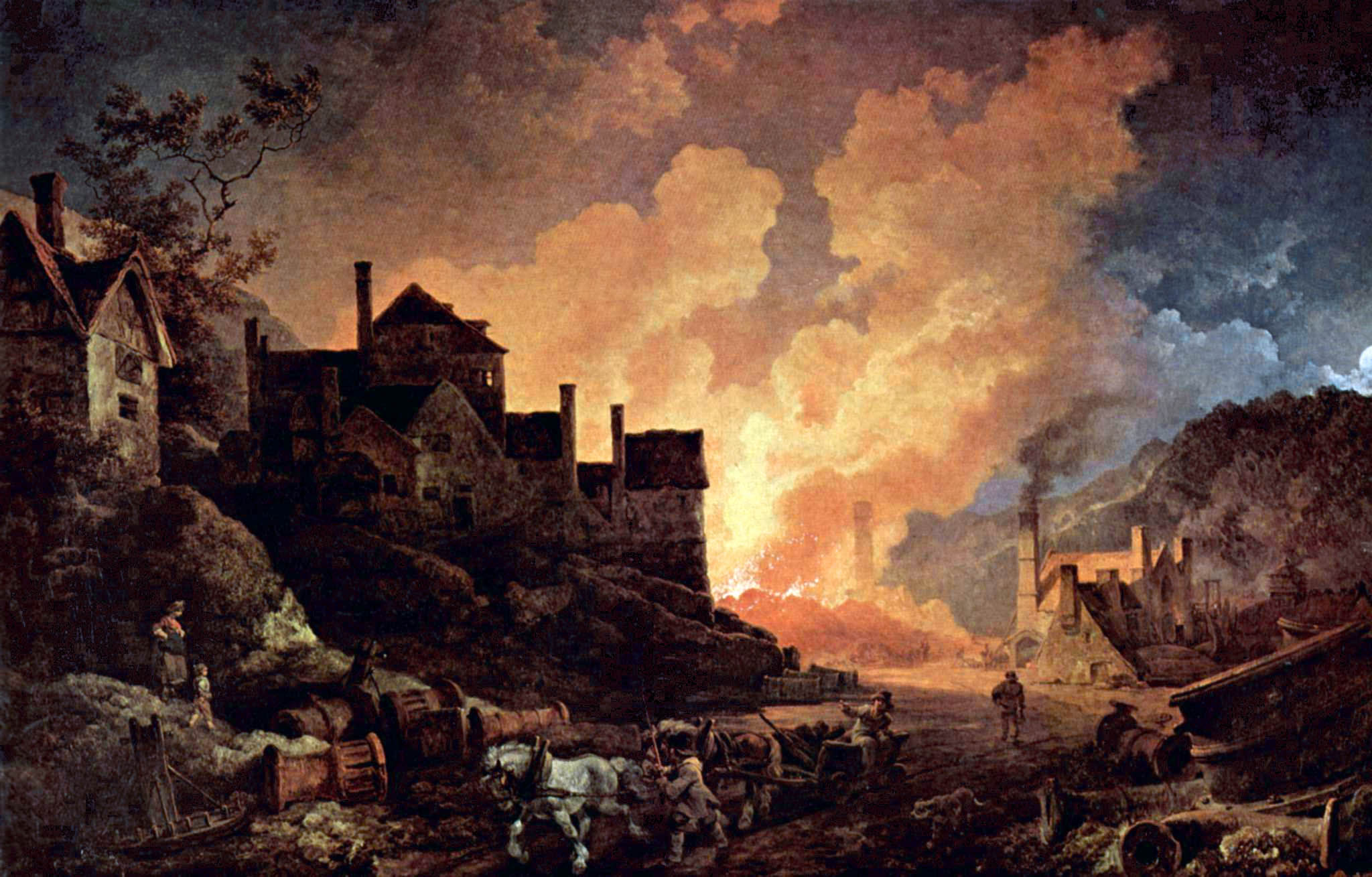
Ф. Я. Лютебург. "Колбрукдейл вночі". 1801.
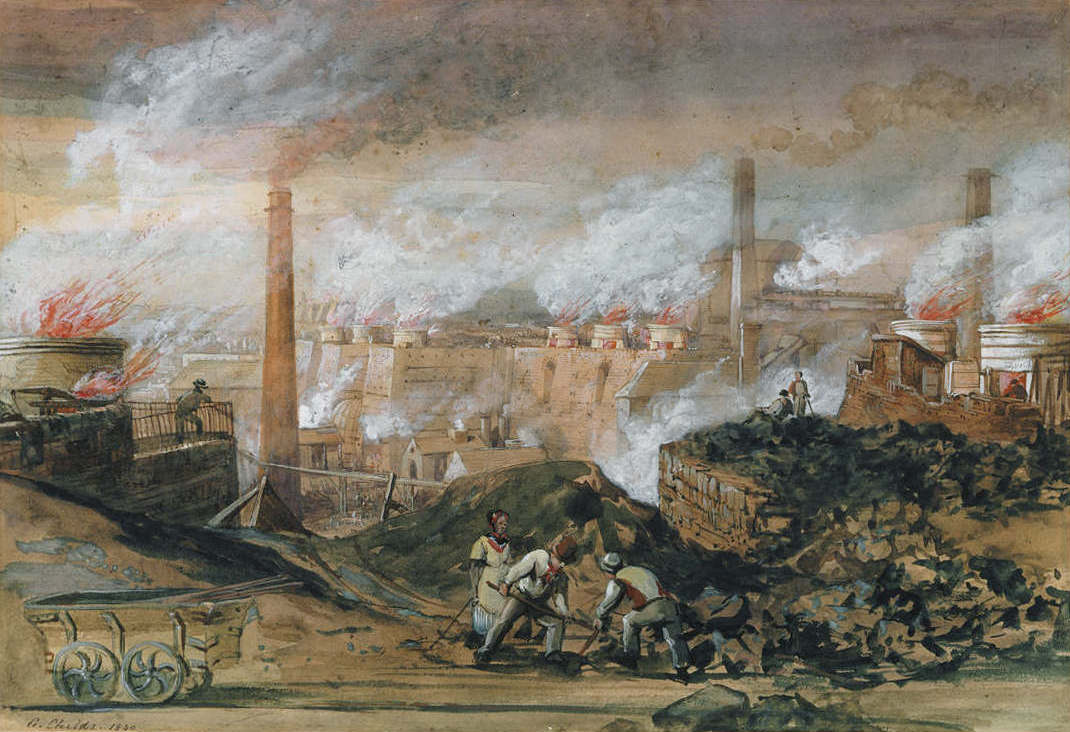
Джордж Чайлдс. "Даулайський залізоробний завод" в Уельсі. 1840.
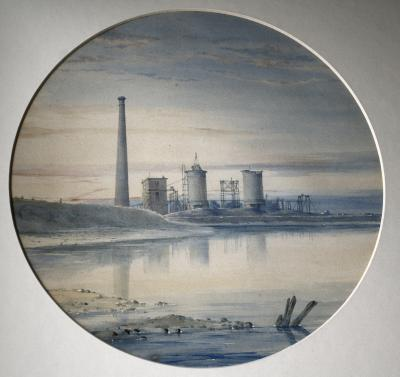
Джон Белл. Завод у Порт-Кларенс під час будівництва. 1853.
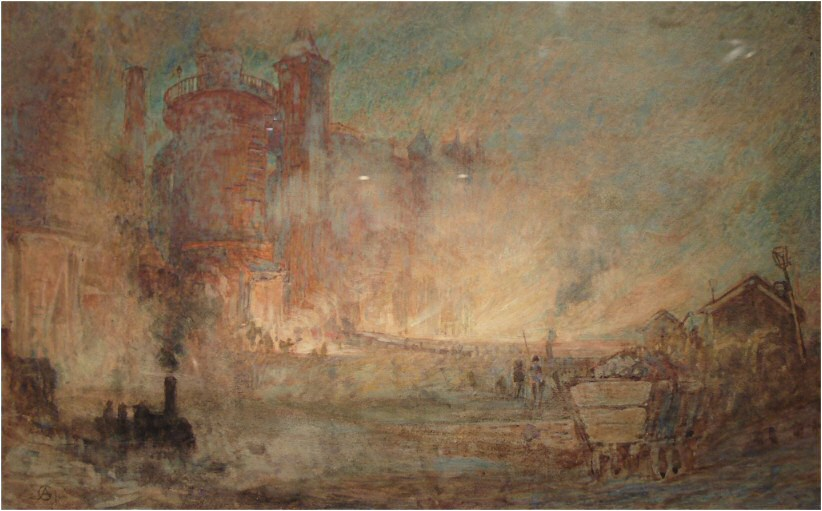
Альберт Гудвін. Завод у Порт-Кларенс. 1932.